# Erica carnea
Erica carnea е вид ерика (Erica), цъфтящо растение от семейство Пиренови (Ericaceae). Произхожда от планинските райони на Централна, Източна и Южна Европа, където расте в иглолистни гори или каменисти склонове.

## Етимология
Специфичният за латински епитет carnea означава „месесто розово“.

## Приложение
Erica carnea се отглежда много широко като декоративно растение заради зимния си цъфтеж.

## Отглеждане
Селектирани са над 100 сорта с вариации в цветовете и цвета на листата. За разлика от повечето видове ерика, които обикновено са калцифуги (не понасят алкална почва), то понася леко алкални, както и кисели почви, което го прави по-лесно за отглеждане в много райони. Подобно на други видове от рода ерика често се разглежда като почвопокривно сред насажденията от джуджета иглолистни дървета.

## Видове
Следните сортове, форми и хибриди са спечелили наградата за градински заслуги на Кралското градинарско дружество:
- 'Adrienne Duncan'[4]
- 'Ann Sparkes' [5]
- 'Challenger'[6]
- 'Eva' [7]
- 'Loughrigg'[8]
- 'March Seedling' [9]
- 'Myretoun Ruby'[10]
- 'Nathalie'[11]
- 'Pink Spangles'[12]
- 'Rosalie'[13]
- 'Vivellii'[14]
- 'Wintersonne' [15]
- E. carnea f. alba (цъфтящ в бяло):
  - 'Golden Starlet'[16]
  - 'Ice Princess'[17]
  - 'Isabell'[18]
  - 'Springwood White'[19]
- E. carnea f. aureifolia (golden-leaved):
  - 'Foxhollow'[20]
  - 'Westwood Yellow'[21]
- E. × darleyensis (E. carnea × E. erigena)[2]
  - 'Jenny Porter'[22]